# Марсель Коллер
Марсель Коллер (нім. Marcel Koller, нар. 11 листопада 1960, Цюрих) — швейцарський футболіст, що грав на позиції захисника. По завершенні ігрової кар'єри — футбольний тренер.
Усю ігрову кар'єру провів у клубі «Грассгоппер», грав за національну збірну Швейцарії.
Семиразовий чемпіон Швейцарії. П'ятиразовий володар Кубка Швейцарії. Чемпіон Швейцарії (як тренер).

## Клубна кар'єра
Народився 11 листопада 1960 року в місті Цюрих. Вихованець футбольної школи клубу «Грассгоппер». Дорослу футбольну кар'єру розпочав 1978 року в основній команді того ж клубу, кольори якої і захищав протягом усієї своєї кар'єри гравця, що тривала цілих двадцять років. Більшість часу, проведеного у складі «Грассгоппера», був основним гравцем захисту команди. За цей час сім разів виборював титул чемпіона Швейцарії, ставав володарем Кубка Швейцарії (п'ять разів).

## Виступи за збірну
1982 року дебютував в офіційних матчах у складі національної збірної Швейцарії. Протягом кар'єри у національній команді, яка тривала 15 років, провів у формі головної команди країни 56 матчів, забивши 3 голи.
У складі збірної був учасником чемпіонату Європи 1996 року в Англії.

## Кар'єра тренера
Розпочав тренерську кар'єру відразу ж по завершенні кар'єри гравця, 1997 року, очоливши тренерський штаб клубу «Віль».
1999 року очолив «Санкт-Галлен» і за рік досить неочікувано привів цю команду до перемоги у чемпіонаті Швейцарії, що стала для клубу лише другою в історії й першою з далекого 1904 року. На початку 2002 року очолив свій рідний «Грассгоппер», з яким наступного сезону також тріумфував у швейцарській футбольній першості.
Восени 2003 року ще молодого, утім вже досить титулованого тренера запросили до Німеччини, де він очолив команду «Кельна». На момент приходу швейцарського спеціаліста клуб перебував у важкому турнірному становищі й за сім місяців виступів під керівництвом Коллера не зміг покращити результати, фінішувавши на дні турнірної таблиці Бундесліги, після чого Коллера було звільнено.
23 травня 2005 року очолив інший німецький клуб, «Бохум», який саме втратив місце в Бундеслізі. Вже у першому ж сезоні після приходу Коллера бохумці повернулися до елітного німецького дивізіону. Протягом наступних років команда під керівництвом швейцарця демонструвала нестабільні результати, проте зберігала за собою місце у Бундеслізі. Питання зміни очільника команди постало лише на початку сезону 2009/10, в якому «Бохум» стартував напрочуд невдало, заробивши лише чотири турнірні очки за шість перших турів. 20 вересня 2009 року керівництво клубу прислухалося до вимог вболівальників команди й відправило Коллера у відставку.
4 жовтня 2011 року Коллера було призначено новим головним тренером національної збірної Австрії, яка на той час вже втратила шанси потрапити до фінальної частини Євро-2012 і врешті-решт фінішувала лише четвертою у своїй відбірковій групі. Відбір до чемпіонату світу 2014 року австрійці вже провели повністю під керівництвом Коллера, утім не змогли вирішити завдання потрапляння до фінальної частини світового турніру, поступившись у турнірній таблиці не лише безумовним фаворитам, збірній Німеччини, але й збірній Швеції. Попри цю невдачу Австрійський футбольний союз вирішив продовжити співпрацю з Коллером, і той повністю виправдав довіру, забезпечивши впевнену перемогу австрійців у своїй відбірковій групі кваліфікації до Євро-2016. Розпочавши відбірковий турнір з домашньої нічиєї у грі з тими ж шведами, збірна Австрії в наступному не втратила жодного залікового очка, здобувши дев'ять перемог поспіль.
Безпосередньо на Євро-2016 австрійці здобули лише одне очко у своїй групі, посівши останнє місце, і до плей-оф не вийшли. Коллер продовжив працювати з національною командою, результати якої, утім, після провалу на Євро суттєво погіршилися і вона не змогла кваліфікуватися на чемпіонат світу 2018 року, посівши у своїй відбірковій групі лише четверте місце. Невдовзі після завершення цього відбору, у грудні 2017 року, Коллер залишив збірну Австрії.
2 серпня 2018 року був призначений головним тренером «Базеля».
9 вересня 2022 року Коллер підписав дворічний контракт з єгипетським клубом «Аль-Аглі». 28 жовтня 2022 року він виграв свій перший титул з «Аль-Аглі», перемігши клуб «Замалек» з рахунком 2–0 у матчі за Суперкубок Єгипту 2021-22 на стадіоні «Хазза бін Заєд» в Абу-Дабі, Об'єднані Арабські Емірати.

## Титули і досягнення

### Як гравця
- Чемпіон Швейцарії (7):

«Грассгоппер»: 1981–82, 1982–83, 1983–84, 1989–90, 1990–91, 1994–95, 1995–96
- Володар Кубка Швейцарії (5):

«Грассгоппер»: 1982–83, 1987–88, 1988–89, 1989–90, 1993–94
- Володар Суперкубка Швейцарії (1):

«Грассгоппер»: 1989

### Як тренера
- Чемпіон Швейцарії (2):

«Санкт-Галлен»: 1999–00
«Грассгоппер»:  2002–03
- Чемпіон Єгипту (1):

«Аль-Аглі»: 2022–23
- Володар Кубка Єгипту (1):

«Аль-Аглі»: 2021–22
- Володар Суперкубка Єгипту (2):

«Аль-Аглі»: 2020–21, 2021–22
- Переможець Ліги чемпіонів КАФ (1):

«Аль-Аглі»: 2022–23